# Тузла (дем Кушница)
Вижте пояснителната страница за други значения на Тузла.
Тузла (на гръцки: Παραλία Οφρυνίου, Паралия Офриниу, старо Τούζλα) е село в Гърция, дем Кушница, област Източна Македония и Тракия. 

## География
Тузла е оживен курорт, който се простира по дълъг пясъчен плаж. Разположен е на брега на Орфанския залив при вливането на река Струма на 64 километра югозападно от град Кавала. Гръцкото име в превод означава Плаж на Офринио.

## История
При първото гръцко преброяване в 1913 година село Тузла е регистрирано като напуснато. В 1920 година в него има 281 жители, но след това е напуснато отново.
В 70-те години на XX век селото е възстановено. Селото е обявено за самостоятелно селище в 1981 година. Част е от дем Орфано по закона Каподистрияс от 1997 година. С въвеждането на закона Каликратис, Паралия Офриниу става част от дем Кушница. Според преброяването от 2001 година има 471 жители, а според преброяването от 2011 година има 1146 жители.
| Година    | 1913 | 1920 | 1928 | 1940 | 1951 | 1961 | 1971 | 1981 | 1991 | 2001 | 2011 | 2021 |
| --------- | ---- | ---- | ---- | ---- | ---- | ---- | ---- | ---- | ---- | ---- | ---- | ---- |
| Население | 0    | 281  |      |      |      |      |      | 7    | 172  | 471  | 1146 | 1220 |